# Avenue Henri-Ravera
L’avenue Henri-Ravera est la route départementale : D.128, voie de communication de Bagneux dans les Hauts-de-Seine .

## Situation et accès
Cette voie de communication - une des plus importantes de la commune, est orientée du nord-est au sud-ouest.
Elle commence au centre historique de la ville, place de la République, carrefour de la rue de la République et de la rue de la Mairie, elle passe le carrefour de la rue Froide et de l'avenue Gabriel-Péri laisse à sa droite la rue Étienne-Dolet, la Villa Garlande à sa gauche, puis de nouveau à droite, la rue Adèle, la villa des Olivettes, un petit sentier face à la mairie, puis passé cet édifice, sur la gauche, la rue René-Cros, puis de nouveau sur la droite les rues des Olivettes et Pierre-Brossolette, la rue Marc-Sangnier, puis sur la gauche la rue de l'Égalité puis l'allée du Prunier-Hardy,elle longe le cimetière parisien de Bagneux sur l'essentiel de son parcours, puis l'emplacement de l'ancien dépôt des tramways destiné à la ligne 80,, qui fermera le 11 janvier 1937. Les trois halles du dépôt forment aujourd'hui le centre technique municipal. Face aux extrémités de l'allée du Prunier-Hardy, sur le côté droit de la route on rencontre la rue de Verdun, la rue Pasteur, l'allée des Tilleuls dans ses deux extrémités, avant de retrouver à droite le bout de l'allée du Prunier-Hardy et de nouveau à droite l'allée Anatole-France, la rue de Kirovakan, la rue Jean-Marin-Naudin, la rue de la Pierre-Plate, la rue Albert-Fririon, la rue Maurice-Pruniaux pour finir à l'angle de l'avenue Marx-Dormoy et l'avenue de Stalingrad,  à la limite de Montrouge ou l'on arrive à la station de métro  Barbara, sur la ligne 4 du métro de Paris.
Les numéros pairs se trouvent sur le côté droit de la rue en partant du centre ville en direction de Montrouge.

## Origine du nom

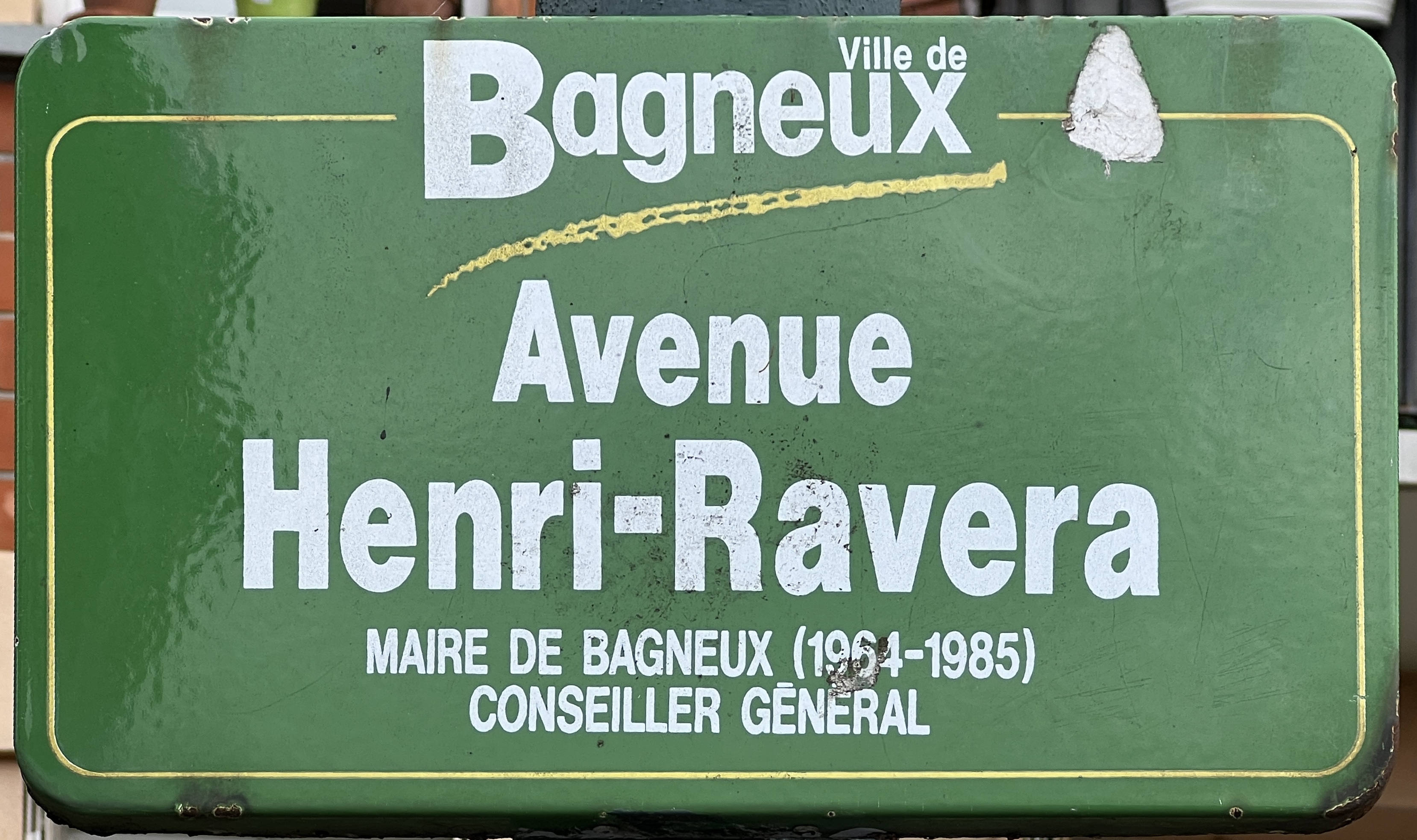
Plaque de l'avenue.

Cette voie de circulation prend en 1986 le nom de l'homme politique Henri Ravera (1919-1985), ancien maire de la ville.

## Historique
Dans sa partie septentrionale, cette voie était appelée rue de Paris, puis rue de Fontenay à l'approche  de l'église, et enfin rue Pavée dans le tronçon qui entoure le bourg primitif. Une section de la rue de Fontenay existe toujours, plus à l'ouest.

## Bâtiments remarquables et lieux de mémoire
- L'avenue longe l'emplacement de l'ancien château de Garlande, construit au XIIe siècle et détruit au XIXe siècle. L'avenue de Garlande et l'allée du Parc-de-Garlande en conservent le souvenir.
- ainsi que le mur d'enceinte du Cimetière parisien de Bagneux entrée par la rue Marx-Dormoy, et cimetière communal de Bagneux, entrée avenue Garlande, par laquelle on accède par la rue de l'Égalité juste après le cimetière parisien ou la rue René Cros juste avant l'Hôtel de Ville.

- Église Saint-Hermeland de Bagneux, construite sur les restes d'un édifice antérieur dont la crypte datait du VIe siècle.
- no 1 : vieille maison, bar tabac Le Brazza
- no 2 : vieille maison au rez-de-chaussée une banque
- no 3 : vieille maison
- no 5 : vieille maison, avec commerce de boucherie
- no 13 : vieille maison, atelier de photographe.
- Parc Éthel et Julius Rosenberg (avenue Henri-Ravera - avenue Gabriel-Péri)
- no 53 : maison construite par l'architecte Léon Georges Mériot (1863-1936)
- no 54 : centre technique municipal
- no 57 : Hôtel de ville de Bagneux, bâtiment construit en 1959, à usage de bureau d'une superficie de 1 600 m2, et d'ateliers de 1 500 m2, qui appartenait à la compagnie Schlumberger.
- rue René-Cros sur la gauche
- no 98 : stade de rugby du Port-Talbot mis en service en 1975-1984, ce terrain dispose d'un sol de type Gazon naturel et sa superficie est d'environ 8,636 m2. Entièrement rénové en 2023.
- no 178 : centre d'action éducative, Ministère de la Justice.

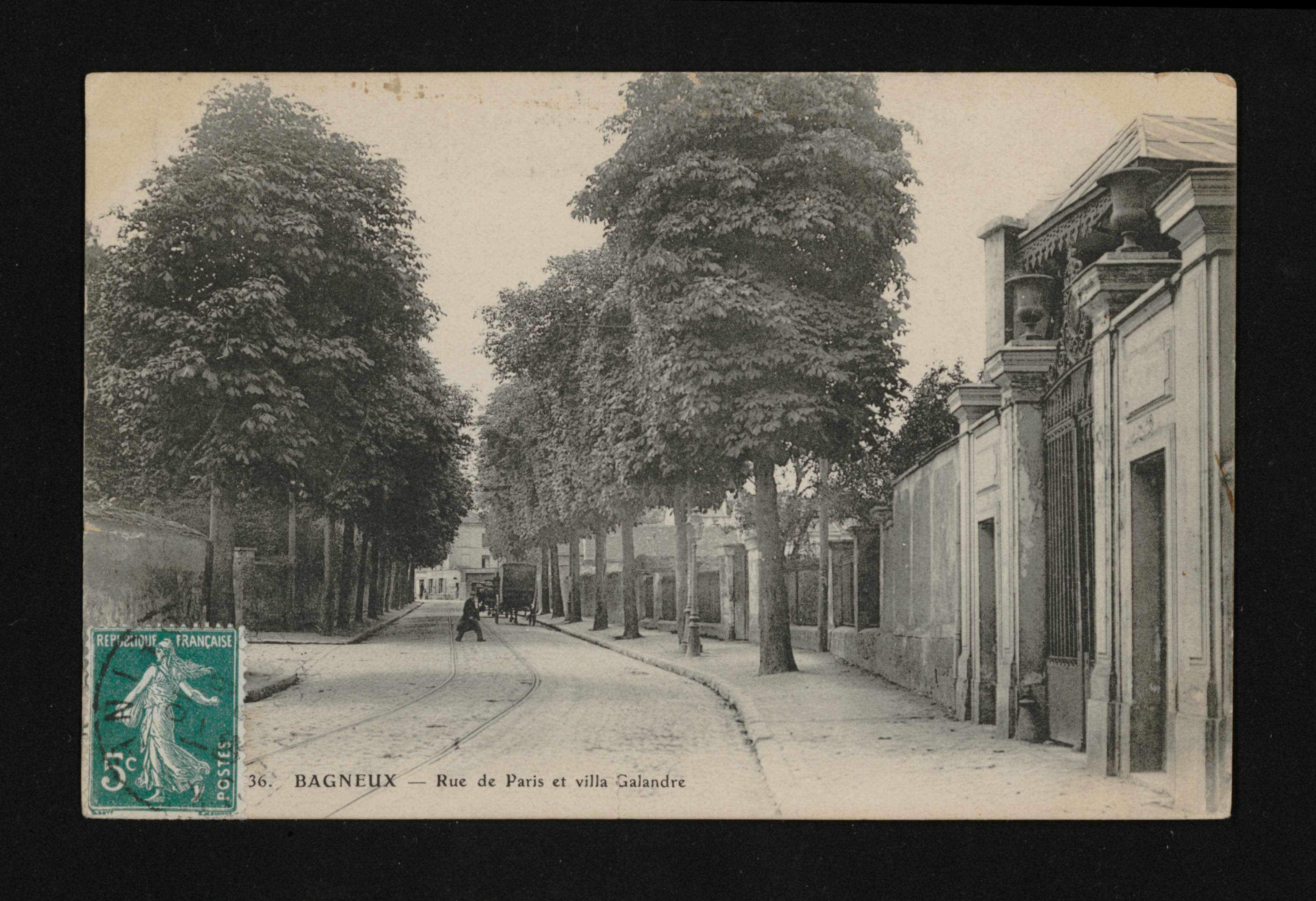
Rue de Paris et villa Galandre.
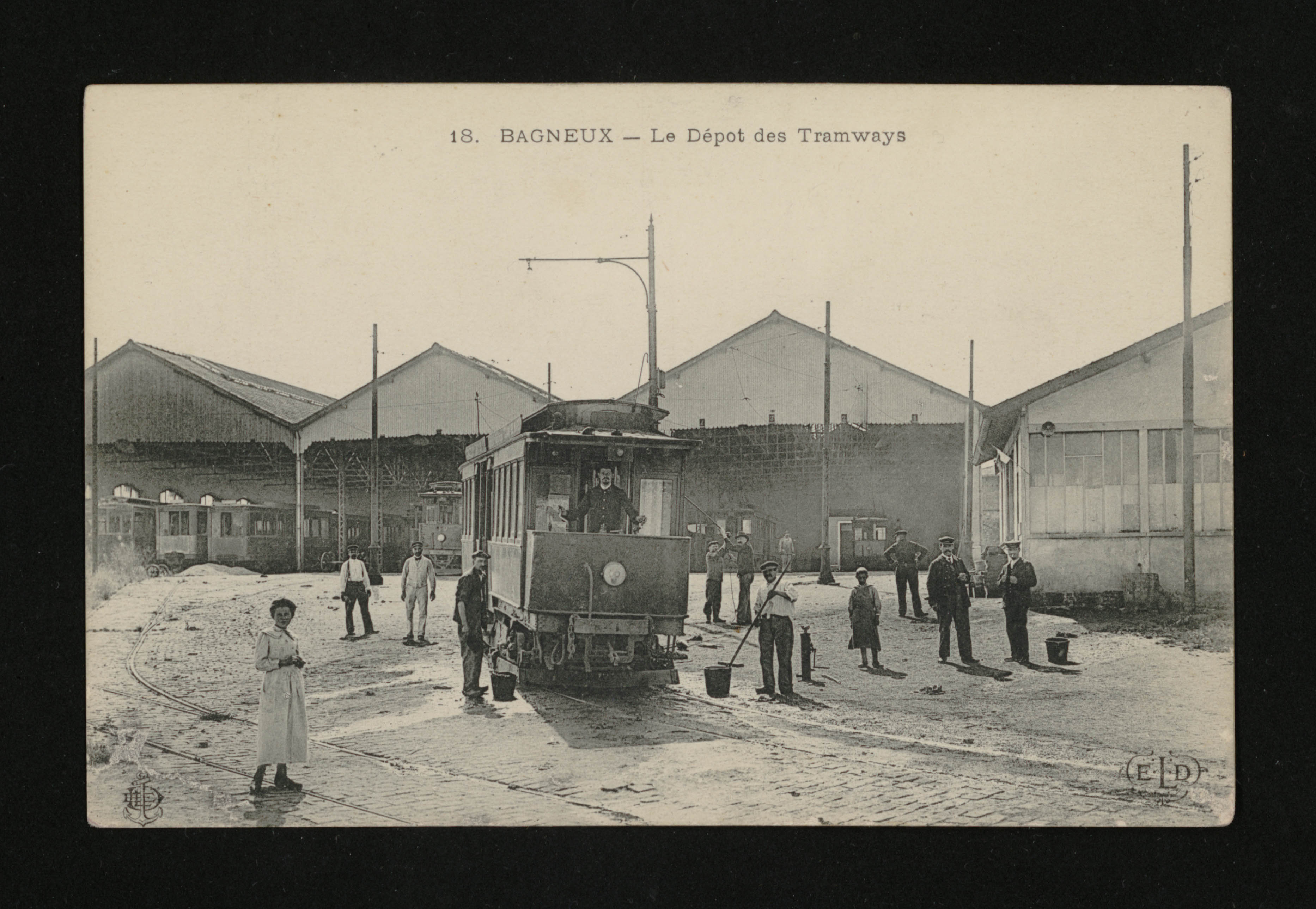
Bagneux, le dépôt des tramways.
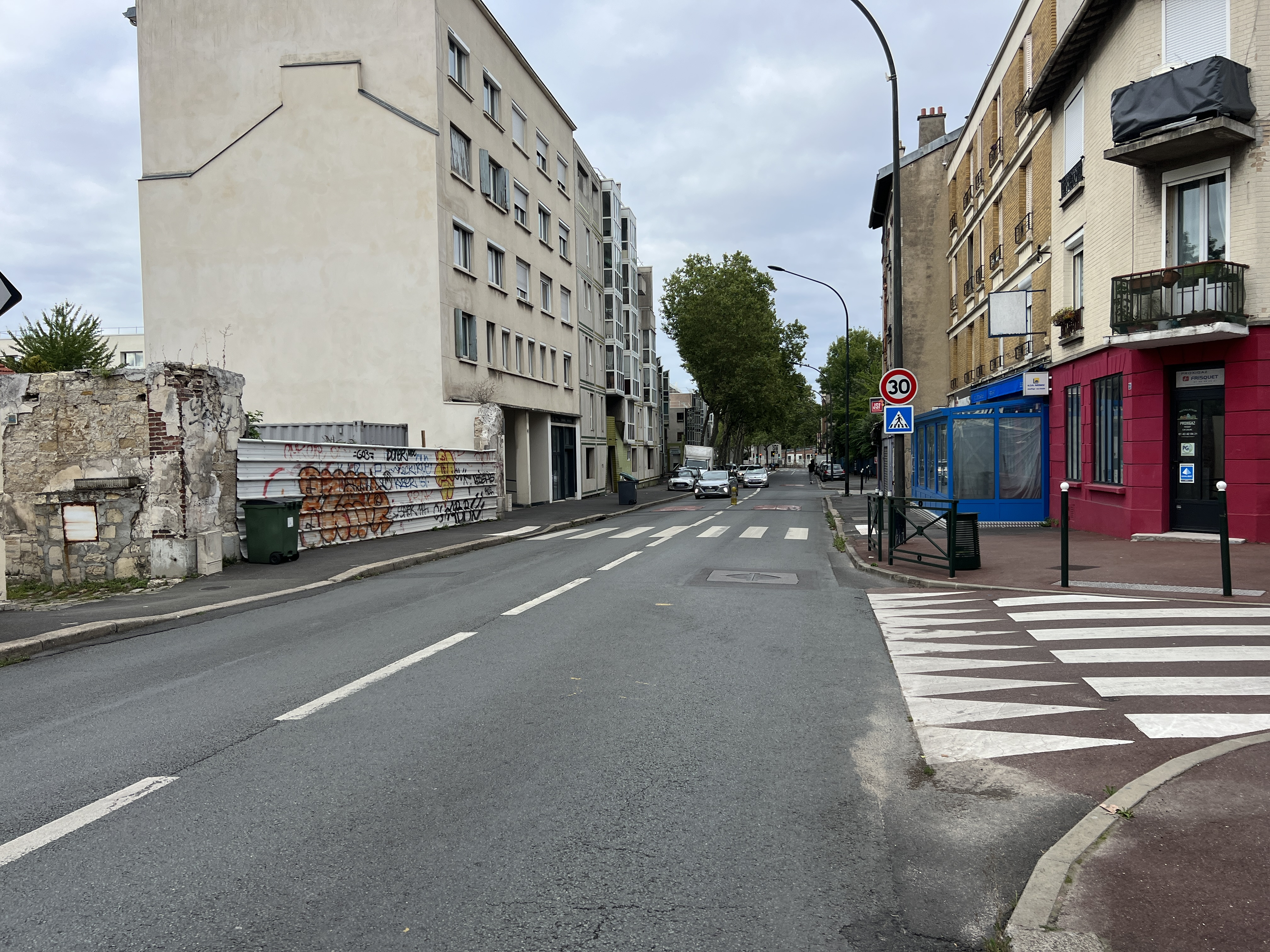
L'avenue en juillet 2023.